# Sat in Your Lap
Pour un article plus général, voir Discographie et vidéographie de Kate Bush.
 (août 2012).
Singles de Kate Bush
December Will Be Magic Again
(1980) The Dreaming
(1982)
Pistes de The Dreaming
There Goes a Tenner
Sat in Your Lap est une chanson de l'auteur-compositeur-interprète britannique Kate Bush. C'est le 1er single à être extrait de son album The Dreaming, bien qu'il soit sorti 15 mois avant ce 4e album loin d'être terminé à ce moment-là. Le single a été classé jusqu'à la 11e place au UK Singles Chart.